# Kuge (Srebrenik)
Kuge es un pueblo en el municipio de Srebrenik, Bosnia y Herzegovina.

## Demografía
Según el censo de 2013, su población era de 430 habitantes.
| Etnicidad         | Número | Porcentaje |
| ----------------- | ------ | ---------- |
| Bosníacos         | 422    | 98,1%      |
| Croatas           | 1      | 0,2%       |
| Otro/no declarado | 7      | 1,6%       |
| Total             | 430    | 100%       |

| 697        | 673 | 524 | 480 | 430 |
| (Fuente: ) |     |     |     |     |